# Thervoy Kandigai
Thervoy Kandigai est un village dans le district de Thiruvallur de l'État de Tamil Nadu de l'Inde. Il y a 5 000 habitants environ, majoritairement des gens des Scheduled Tribes et/ou d'intouchables.
Il est situé à 50 km au nord de Chennai.
Michelin entend construire une usine de pneus à Thervoy Kandigai. L'usine est opérationnelle depuis novembre 2012.
On pense qu'il y aura 1500 emplois.
Le premier bâtiment a été inauguré en mai de 2011.
Là-bas il y a le Thervoy Kandigai Industrial Park.
Michelin a investi 40 milliards de roupies.
L'usine menace de détruire les forêts, desquelles la population vit.